# Казарка канадська
Каза́рка кана́дська (Branta canadensis) — водоплавний птах родини качкових, що походить з Північної Америки, проте населяє і деякі райони північної Європи. В Україні це рідкісний залітний вид, можливо це особини, які втекли з неволі 

## Вигляд
Канадська казарка — найбільша з роду казарок, довжина тіла у неї коливається від 55 до 110 см. Вага — 2 — 6,5 кг, розмах крил 1,2–1,8 м. Шия помітно довше гусячої. Вона легко впізнається: голова і шия чорні з характерними крупними білими плямами з боків голови, що захоплюють щоку, підборіддя і горло. Решта забарвлення тіла — сірувато-бура з хвилястими смугами на боків. Дзьоб і ноги чорні. У молодих птахів чорний колір в оперенні замінений на світло-коричневий, а плями на голові мають брудно-білий колір. Пташенята жовтувато-бурі.

## Розповсюдження
Канадська казарка населяє практично всю тундру Північної Америки, а також на південь від тундри до північних меж Каліфорнії, Невади, Юти, Південної Дакоти та Індіани. Тут гніздиться декілька підвидів канадської казарки, що відрізняються в основному розмірами. Велика популяція канадських казарок населяє Алеутські острови, де на сьогоднішній момент налічується близько 20 000 особин. У минулому (до початку 20 століття) гніздилась також на Курильських і Командорських островах, де була повністю винищена. Також канадська казарка була успішно переселена до Великої Британії, північно-західної Європи і Нової Зеландії.

## Спосіб життя

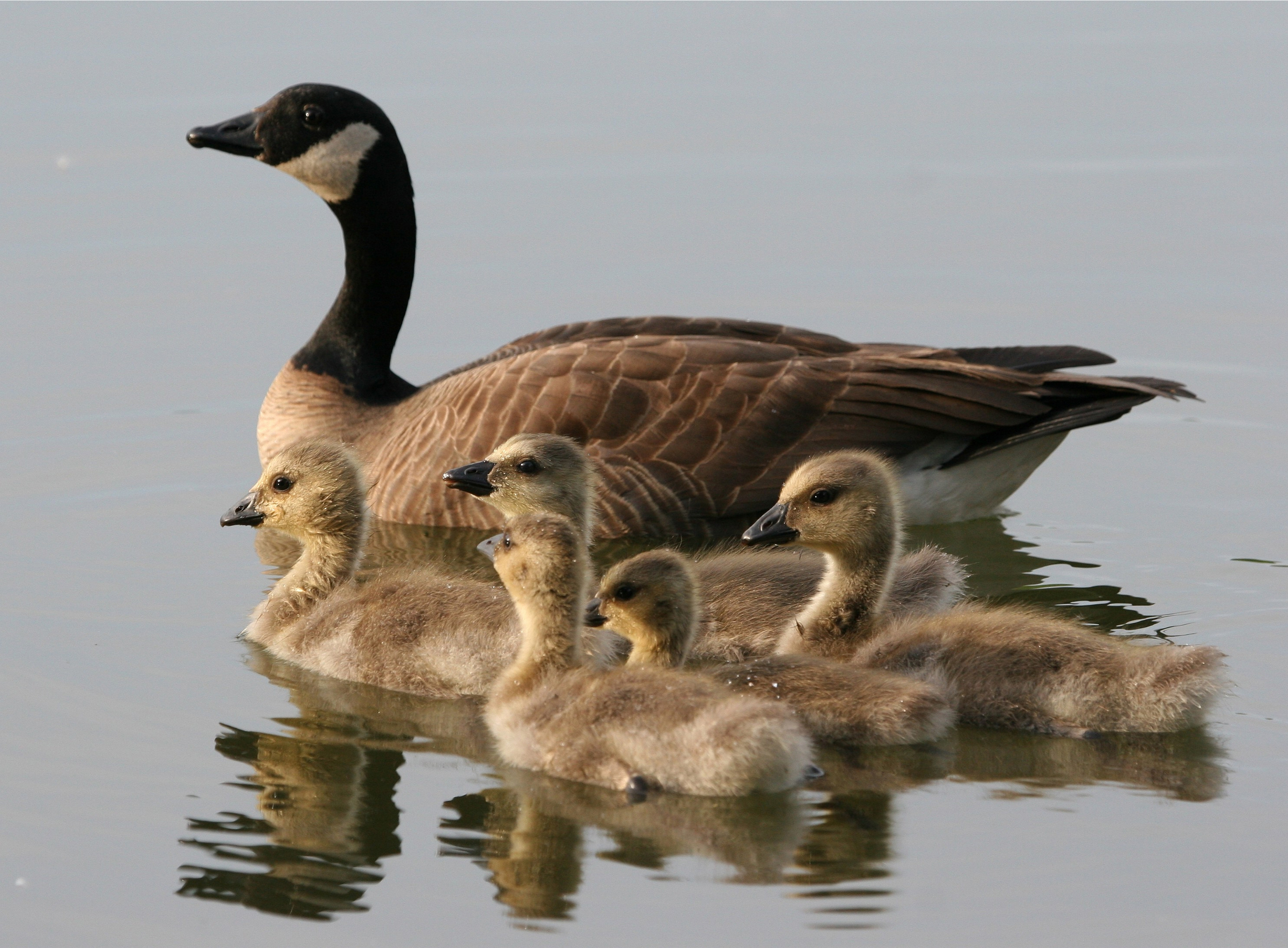
Канадська казарка з пташенятами

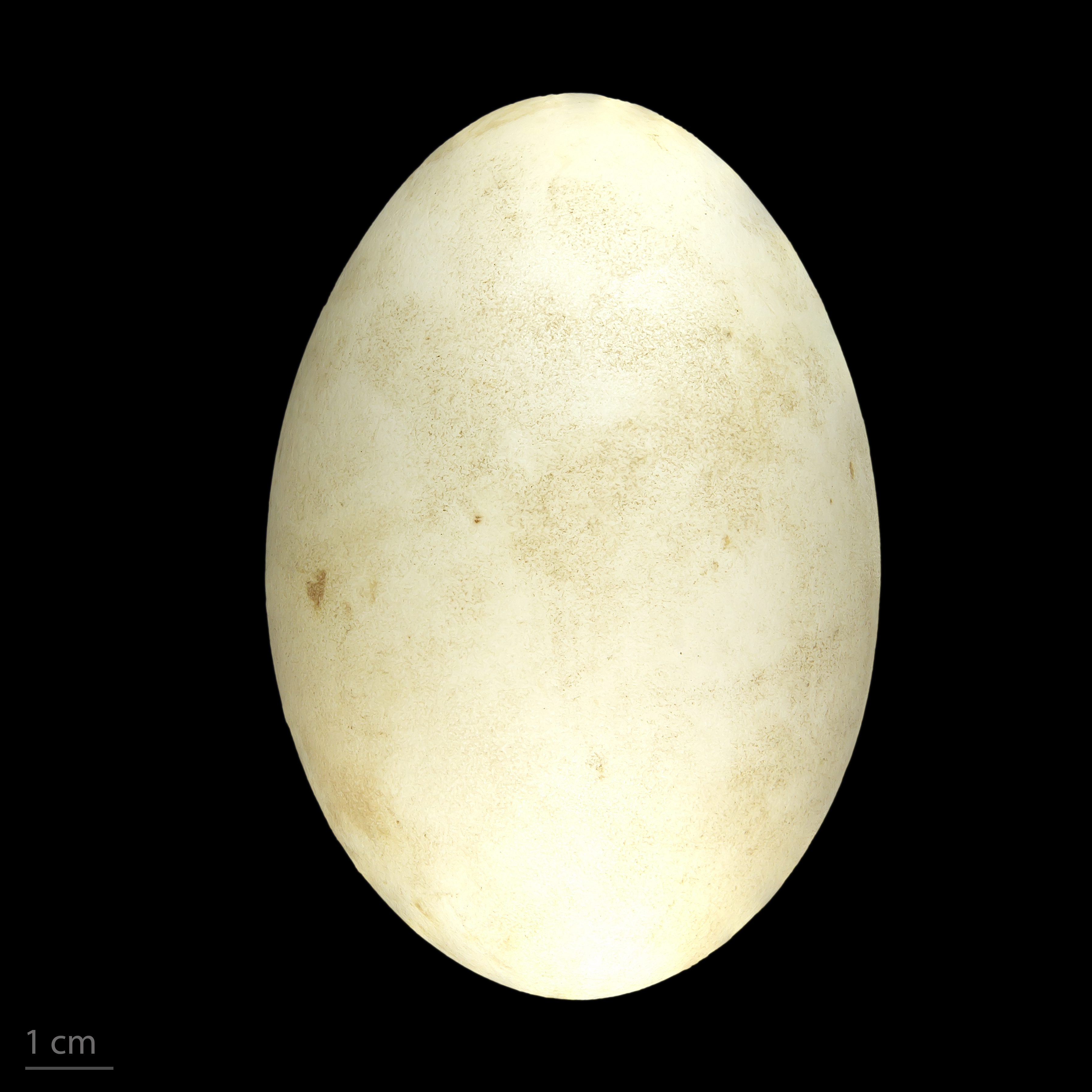
яйце Branta canadensis - Тулузький музей

Канадські казарки мешкають на берегах річок, водосховищ, боліт, на затоплюваних низинах. Казарка дуже добре ходить по землі і непогано плаває.
Як і інші гуси, канадські казарки живиться рослинною їжею. Основу їх раціону складають осока, подорожник, костриця, медова трава. На сільськогосподарських полях охоче поїдає кукурудзу і ячмінь.
Канадська казарка гніздиться в основному на островах, розташованих посередині водоймищ, гнізда влаштовує у високій траві і лише у виняткових випадках на деревах. Статева зрілість наступає в 2 роки, іноді пізніше. Незважаючи на те, що казарки гніздяться колоніями, все ж таки прагнуть влаштовувати гнізда подалі одне від одного. У кладці канадської казарки від 4 до 7 яєць.

## Промислове значення
Канадська казарка — улюблений об'єкт полювання — завдяки своїм розмірам і смаку м'яса. Щорічно під час мисливського сезону в США і Канаді відстрілюють близько 400 000 представників цього виду.